# إرلينغ اولسن
إرلينغ اولسن (بالنرويجية البوكمول: Erling Olsen)‏ هو نقابي نرويجي، ولد في 1901، وتوفي في 1983.